# زنبق درازپایه
زنبق درازپایه (نام علمی: Iris longiscapa) نام یک گونه از سرده زنبق است.